# 亀岡園子
亀岡 園子（かめおか そのこ、1953年5月18日 - ）は、日本の俳優。
東京都出身。EsArtist所属。遠藤周作主宰の劇団「樹座」で芝居の面白さに目覚める。2009年、通訳を辞め、翌2010年、アップスアカデミーに入学。2011年、同校を卒業。

## 出演

### テレビドラマ
- 世にも奇妙な物語 「わが様」（2022年） - 友枝有希子 役

### 映画
- 鬼が笑う（2022年6月17日公開/監督：三野龍一）- 近藤 役
- ようこそ、美の教室へ（2015年公開予定/監督：白川幸司）
- 半分の世界（短編）（2014年／監督：斎藤工）
- 妙子の恋（短編）（2012年／監督：池田千尋）

### 舞台
- 12人の怒れる男（2014年）
- かたわれの空（2012年）
- お月さまへようこそ（2011年）
- SUKIYAKI（2010年）